# Enganyapastors de les Antilles
L'enganyapastors de les Antilles (Chordeiles gundlachii) és una espècie d'ocell de la família dels caprimúlgids (Caprimulgidae) que habita zones obertes dels Camp obert. Cais de Florida, Bahames, Grans Antilles, cap a l'est fins a les illes Verges i les illes Caiman.